# Hederyka Rydera
Hederyka Rydera, meduzka słodkowodna (Craspedacusta sowerbii) – słodkowodny gatunek stułbiopława.
Występuje w dwóch postaciach: polipa i meduzy. Polipy rozmnażają się wegetatywnie (pączkują), a meduzy drogą płciową, produkując jaja, z których powstają planktoniczne planule, przekształcające się później w polipy. Polipy mierzą do 8 mm długości, zaś meduzy do 25 mm średnicy. Odżywiają się planktonem. 
Środowisko:
Wody słodkie. W formę meduzy przekształca się tylko w wodach ciepłych, dlatego w klimacie umiarkowanym formy meduz są rzadkie, związane z cieplejszymi sezonami (temperatura wody co najmniej 25 °C). 
Występowanie:
Azja wschodnia, wtórnie pojawiła się dzięki człowiekowi na wszystkich kontynentach, z wyjątkiem Antarktydy. W Polsce forma meduzy notowana była tylko na Górnym Śląsku: w zbiorniku elektrowni Rybnik (zbiornik Grabownia) (w 2008) oraz w Jeziorze Srebrnym, spotykana również w Lubaniu na Trasie Wygasłych Wulkanów (Kamieniołomy), a także w Małopolsce, w zalewie Bagry w Krakowie (od ok. 2002 roku).